# Waleri Abramidze
Waleri Abramidze, gruz. ვალერი ბურდის ძე აბრამიძე (ur. 17 stycznia 1980 w Tbilisi) – gruziński piłkarz występujący na pozycji obrońcy. Obecnie występuje w azerskim Interze Baku. W 2001 roku zadebiutował w reprezentacji Gruzji. W latach 2001–2003 wystąpił w niej sześciokrotnie.